# Grafo triángulo
En el campo matemático de la teoría de grafos, el grafo triángulo o simplemente triángulo es un grafo plano no dirigido cuyas caras están delimitadas por 3 aristas. Corresponde a un ciclo C3 y al grafo completo K3. Formalmente, un grafo triangular es un grafo plano cuyas fronteras de cada cara constan de exactamente 3 aristas y no contiene aristas puentes.

## Propiedades generales
Es plano, ya que puede representarse en el plano sin que sus aristas de crucen. Es 2-conexo por vértices. Es 2-conexo por aristas. Al tener todos sus vértices de igual grado 2  es 2-regular y además es euleriano. Es hamiltoniano. Entre los grafos triangulares más simples encontramos al propio C3, el grafo completo K4 y el grafo de Goldner–Harary.

## Coloración
El número cromático del grafo triángulo es 3. Esto es, que es posible colorear los vértices con tres colores tal que dos vértices conectados por una arista tengan siempre colores diferentes.
El índice cromático del grafo es 3.  Esto es, existe una 3-coloración por aristas del grafo tal que dos aristas incidentes a un mismo vértice son siempre de colores diferentes.
El polinomio cromático es igual a {\displaystyle (x-2)(x-1)x}.

## Propiedades algebraicas
El grupo de automorfismo del triángulo es isomorfo al grupo simétrico de orden 6, S3.
El polinomio característico del grafo es : {\displaystyle -(x-2)(x+1)^{2}}.